# Metin Tekin
Metin Tekin, né le 8 mai 1964 à Izmit en Turquie, est un ancien footballeur international turc qui a évolué au poste d’ailier.
Il a effectué la très grande majorité de sa carrière de footballeur au Beşiktaş JK où il remporte de nombreux trophées et il est considéré comme un des joueurs emblématiques des aigles noirs. Avec Ali Gültiken et Feyyaz Uçar, il est un des trois footballeurs qui compose la triplette offensive Metin-Ali-Feyyaz, qui permet au club stambouliotte de connaître une période des plus glorieuses de son histoire.
De nos jours, Metin Tekin est consultant pour la chaîne de télévision turque beIN Sports.

## Carrière en club

### Kocaelispor
Metin Tekin débute le football, avec le soutien de son père avocat, dans les équipes de jeunes du Kocaelispor. Très rapidement, le jeune Metin se fait remarquer grâce à une bonne vitesse et une bonne technique balle au pied. C’est ainsi qu’il devient un des meilleurs joueurs de la Ligue PAF et attire l’œil de nombreux clubs du pays. Il est par la suite transféré au Beşiktaş JK sans avoir effectué d’apparitions en match officiel pour son club formateur du Kocaelispor.

### Beşiktaş JK
Tekin joue pour Beşiktaş durant 15 ans, de 1982 jusqu'en 1997, où il remporte 5 titres de champion.
Il inscrit son premier but pour les Aigles Noirs le 2 janvier 1982, lors de la victoire de Beşiktaş sur le score de 2-1 face à Adana Demirspor.

### Vanspor
Il est prêté une moitié de saison  au club de Vanspor.

## Carrière en équipe nationale
Il dispute son premier match en équipe nationale lors de la défaite de la Turquie 2-1 face à l'Irlande du Nord.
Au total, il a disputé 37 matchs et inscrit 2 buts pour la Turquie.

## Palmarès

### Beşiktaş JK
Il remporte le championnat de Turquie à 5 reprises, en 1986,  1990, 1991, 1992 et 1995.
Il remporte la Coupe de Turquie en 1989, 1990 et 1994.
Il remporte également la Supercoupe de Turquie en 1986, 1989, 1992 et 1994.